# اسناد باستان‌شناسی

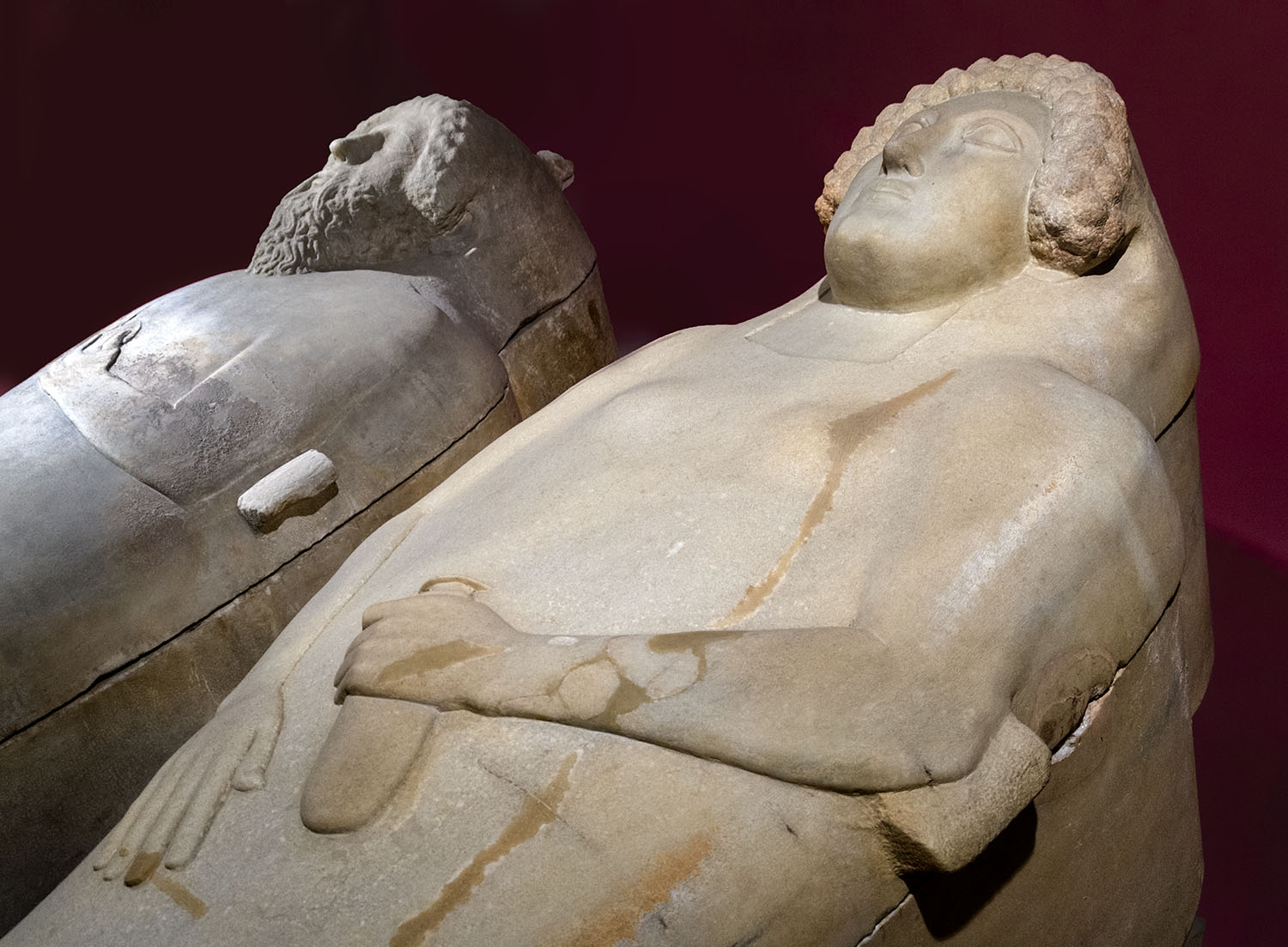
مجسمه های باستانی

اسناد باستان‌شناسی (انگلیسی: Archaeological record) مجموعه شواهد فیزیکی (اما نوشته نشده، غیر تاریخ مکتوب) دربارهٔ گذشته‌است. این یکی از مفاهیم اصلی در باستان‌شناسی، (رشته دانشگاهی) است که با مستندسازی و تفسیر سوابق باستان‌شناسی مرتبط است.